# Jens Vahl
Jens Laurentius Moestue Vahl (* 4. Dezember 1796 in Kopenhagen; † 12. November 1854 ebenda) war ein dänischer Botaniker und Polarforscher. Sein botanisches Autorenkürzel lautet „J.Vahl“.

## Leben

### Ausbildung
Jens Vahl war der Sohn des Botanikers Martin Vahl und dessen Frau Annichen D. E. Dedekam (1769–1830). Im Alter von 8 Jahren verlor er den Vater. Der Mutter gelang es aber, ihren Söhnen eine gute Ausbildung zuteilwerden zu lassen. Jens Vahl machte 1819 seinen Abschluss in Pharmazie und studierte anschließend Botanik und Chemie. Von 1822 bis 1826 unternahm er ausgedehnte Studienreisen, eine pharmazeutische, die ihn unter anderem nach Göttingen und Paris führte, und eine botanische von den Ostalpen bis nach Illyrien, von wo er große Sammlungen mit nach Hause brachte.

### Expeditionen
Von 1828 bis 1830 nahm Vahl an der Expedition Wilhelm August Graahs nach Südostgrönland teil, das damals noch unerforscht war. Die Reise diente der Suche nach der legendären Ostsiedlung der Grænlendingar, die man dort vermutete. Graah und Vahl kamen im Juni 1828 nach Qaqortoq (Julianehåb), wo sie zwei Umiaks bauen ließen und fünf einheimische Männer zum Jagen sowie zehn Frauen zum Rudern rekrutierten. Nach einer Erkundungsfahrt zum Prins Christian Sund verbrachten sie den Winter mit meteorologischen und erdmagnetischen Beobachtungen in Nanortalik. Am 21. März 1829 brach die Expedition auf und passierte bis zum 1. April den Prins Christian Sund. Schweres Packeis und kalbende Gletscher ließen die Expedition nur langsam vorankommen. Um Proviant zu sparen, schickte Graah am 20. Juni nördlich von Qunaranaaq (Kap Tordenskjold) bei 61° 37′ Nord fast die gesamte Expeditionsmannschaft inklusive Vahl zurück und setzte seinen Weg noch bis zu seinem nördlichsten Punkt bei 65° 15′ 36″ Nord fort. Zu den Ergebnissen der Expedition zählen die Kartierung von 550 Kilometern bis dahin unbekannter Küste sowie Vahls umfangreiche botanische Sammlungen, die in Kopenhagen viel Anerkennung fanden. Zur Fortsetzung seiner Arbeiten blieb Vahl bis 1836 in Westgrönland und besuchte alle dortigen dänischen Kolonien.
Von 1838 bis 1840 nahm er als Botaniker an der französischen Expedition mit der La Recherche nach Nordnorwegen, den Färöern und Spitzbergen teil. Die Fahrt stand unter der wissenschaftlichen Leitung von Joseph Paul Gaimard, es waren aber mehrere skandinavische Naturforscher beteiligt, darunter neben Vahl auch die Zoologen Henrik Krøyer und Christian Boeck (1798–1877). Vahls Pflanzensammlung vom Spitzbergen-Archipel ist die älteste bekannte.

### Späte Jahre
1840 wurde Vahl Assistent und 1842 zusätzlich Bibliothekar am Museum des Botanischen Gartens in Kopenhagen. Er leistete kleinere Beiträge zur Flora Danica und war 1843 gemeinsam mit Salomon Drejer (1813–1842) und Joakim Schouw Herausgeber des 40. Faszikels. Sein geplantes Werk Flora groenlandica konnte er vor seinem Tod im Jahre 1854 nicht abschließen. Das Manuskript, das er wie auch seine Herbarien dem Museum hinterließ, wurde später von Johan Lange (1818–1898) für dessen Conspectus Florae Groenlandicae verwendet.
Jens Vahl war nicht verheiratet, hatte aber mit der Grönländerin Maria den 1830 geborenen unehelichen Sohn Jens Lars Vahl, über den er Stammvater der grönländischen Familie Vahl ist.

## Ehrungen
Am 15. Oktober 1847 wurde Jens Lorenz Vahl unter der Präsidentschaft von Christian Gottfried Daniel Nees von Esenbeck mit dem akademischen Beinamen Vahl unter der Matrikel-Nr. 1588 als Mitglied in die Kaiserliche Leopoldino-Carolinische Deutsche Akademie der Naturforscher aufgenommen.
Jens Vahl war Ritter der französischen Ehrenlegion. Die Universität Rostock verlieh ihm 1842 die Ehrendoktorwürde.
Die Pflanzengattungen Vahlodea aus der Familie der Süßgräser und Mostuea aus der Familie der Gelsemiaceae sind nach ihm benannt.
Er ist auch Namensgeber der Insel Vahl Ø und des Vahl Fjord (Nasippiip Kangertiva) an der Kong Frederik VI Kyst in Südostgrönland sowie des Jens Vahl Dal auf der Disko-Insel.